# 津药达仁堂
津药达仁堂集团股份有限公司（上交所：600329，简称：达仁堂、SGX：T14），简称津药达仁堂，是中华人民共和国的一家大型医药集团，也是天津医药集团的控股子公司，前身为1955年成立的天津市药材公司，1997年更名为中新药业，2022年改为现名。旗下拥有达仁堂、隆顺榕、乐仁堂、六中药（松栢）、京万红等品牌，其中“达仁堂”是天津的一个老字号品牌，也是该公司简称来源，于1914年由同仁堂创始人乐显扬第十二代传人乐达仁创建。

## 历史

### 达仁堂
天津达仁堂于1914年由同仁堂创始人乐显扬第十二代传人乐达仁创建。1915年，乐达仁在估衣街西口路南创办了当时中国第一家中药工厂，后于1917年在中山路建立总厂，并在全国范围设立了18家分号，销售药物达1000多个品种。“达仁堂”的名称取自创始人乐达仁，其中“达”即通达之意，“仁”代表仁爱之心，寓意“达则兼善，仁者爱人”。
1955年，达仁堂药店制药厂扩建为达仁堂制药厂。1982年将生产药酒、油膏的五车间分出，成立达仁堂制药二厂。1999年，达仁堂制药厂被中新药业收购。

### 上市公司
1955年，天津市药材公司成立，后于1990年改制，更名为天津市药材集团公司。1992年7月，天津市药材集团公司整体改制定向募集设立天津中药集团股份有限公司。1995年9月，经国务院证券委批准，天津中药被选为境外上市预选企业。鉴于公司下属部分企业微利和亏损的局面，为达到境外上市的基本要求，天津中药与天津市医药总公司进行了资产重组。天津中药下属盈利较差或亏损的28个全资和控股子企业与医药总公司全资属下旗下所持有的股权进行置换，重组后的企业更名为天津中新药业集团股份有限公司。
1997年5月，经国务院证券委批准，中新药业在新加坡发行境外上市外资股（S股），6月27日在新加坡交易所上市。
2000年6月22日，中新药业将旗下中药制药厂、乐仁堂制药厂、第六中药厂法人资格注销，改制为非法人地位的分公司；同年9月30日收购天津医药集团旗下达仁堂制药厂，对达仁堂的资产、业务和人员进行了整合，将原天津达仁堂制药厂重组为达仁堂制药厂、新新制药厂、隆顺榕分公司等分支机构。
2006年11月，郝非非担任中新药业董事长，接手董事长时中新药业出现自营版块利润低，多数企业亏损，盈利基本依靠中美史克等公司的股权投资收益的局面。四个月后，郝非非决定将旗下核心品种速效救心丸停产整顿，收回对客户的所有让利，取消大户政策，统一出货价格，限定客户进货上限。同时对医药商业板块进行改革，合并隆顺榕和达仁堂的销售公司，成立药品营销公司；以医药公司为核心整合市内医药批发业务；合理配置人员，对非正常用工进行清理。郝非非还提出将进一步实施“大品种战略”，在全国进行战略投资，将产品全面推向全国市场。2008年又将严重亏损的新新制药厂关闭。
2008年4月1日，该公司发布公告称，因公司股票2006年、2007年连续两年亏损，自4月2日起实行退市风险警示，简称变更为“*ST中新”。2009年4月24日，因2008年全年公司取得盈利，中新药业股票解除退市风险警示。2009年，中新药业营业收入同比增长28%，自营利润在2008年同比增长116%。A股股价也从8元左右上涨至26元，S股股价也上涨至1.20美元，进入新加坡股市的高价股行列。
2022年4月22日，中新药业召开董事会会议，决定将公司名称更名为“津药达仁堂集团股份有限公司”，股票简称变更为“达仁堂”，更名的目的是为了全面、准确地反映公司未来“围绕老字号品牌建设守正创新，以公司品牌资源引领发展”的发展战略。新的公司名称于5月18日完成变更登记，而新的股票简称也于5月26日正式生效。更名后，公司旗下产品启用全新的“达仁堂”品牌标识和系列化包装设计。

## 旗下公司
制造企业（控股子公司、分公司）
- 津药达仁堂集团股份有限公司隆顺榕制药厂
- 津药达仁堂集团股份有限公司达仁堂制药厂
- 津药达仁堂集团股份有限公司乐仁堂制药厂
- 津药达仁堂集团股份有限公司新新制药厂
- 津药达仁堂集团股份有限公司中新制药厂
- 津药达仁堂集团股份有限公司第六中药厂
- 天津达仁堂京万红药业有限公司
- 天津新丰制药有限公司
- 达仁堂（天津）中药饮片有限公司
- 天津中新药业集团新新（沧州）制药有限公司
- 天津中新科炬生物制药股份有限公司
- 天津达仁堂（亳州）中药饮片有限公司

批发零售企业
- 达仁堂（北京）医药科技有限公司
- 天津中新楚运贸易有限公司
- 天津中新医药有限公司
- 津药达仁堂香港发展有限公司
- 津药达仁堂新加坡发展有限公司
- 天津中新药业滨海有限公司
- 天津中新药业集团环渤海药业有限公司
- 天津中新药业集团国卫医药有限公司
- 天津中新药业集团旭志医药科技有限公司

投资企业
- 浙江中新创睿投资有限公司

研发企业
- 天津中新药业研究院有限公司

医疗机构
- 天津河北达仁医院
- 天津河北达仁堂医院有限公司

参股企业
- 中美天津史克制药有限公司25%（已于2025年7月全部出售[12]）
- 天津宏仁堂药业有限公司40%[1]

## 业务
津药达仁堂以生产中成药为主营业务，拥有22个剂型的599个药品批准文号，部分产品亦出口至海外市场。其中“隆顺榕”、“达仁堂”、“乐仁堂”、“京万红”为中华老字号和中国驰名商标，另有“松柏”、“痹祺”2个中国驰名商标。公司拥有14项非物质文化遗产代表性项目，其中国家级非物质文化遗产有5项（达仁堂清宫寿桃丸传统制作技艺、安宫牛黄丸制作技艺、隆顺榕卫药制作技艺、京万红软膏组方与制作技艺、达仁堂牛黄清心丸传统制作技艺）。

### 主要产品
- 速效救心丸：由中药制剂专家章臣桂发明[14]，国家机密品种[13]，是中国大陆中医医院急诊科必备药品，用于治疗冠心病、心绞痛，一向是公司的核心产品[15]
- 清肺消炎丸
- 通脉养心丸
- 胃肠安丸
- 牛黄清心丸
- 京万红软膏：国家秘密品种
- 安宫牛黄丸
- 癃清片
- 藿香正气软胶囊
- 紫龙金片
- 清咽滴丸
- 金芪降糖片
- 海马补肾丸
- 治咳川贝枇杷滴丸
- 舒脑欣滴丸[1]